# رود هانامی
رود هانامی (به لاتین: Hanami River) یک رود در ژاپن است که در  یاشیو، چیبا واقع شده‌است.